# Suzuki Splash
El Suzuki Splash es un monovolumen del segmento A fabricado por Suzuki y Opel que también comercializa su versión el  Agila. El prototipo Se estrenó como en el Salón del Automóvil de Paris en 2006 y el modelo de producción se estrenó el Salón del Automóvil de Frankfurt en 2007. El Splash se sitúa debajo del  Swift en la línea del mercado europeo, y utiliza una versión de batalla corta de su chasis.